# Wip - World Important Person
WIP - World Important Person è stato un programma televisivo italiano di attualità trasmesso da Rete Mia dal settembre 1988 al dicembre 1990 con la conduzione di Andrea M. Michelozzi.
Della durata di mezz'ora, la trasmissione andava in onda la domenica in seconda serata per una durata totale di mezz'ora. La regia era a cura di Carla Bressan. È stata una delle trasmissioni di punta di Rete Mia, emittente a carattere nazionale che proprio in quel periodo stava vivendo un periodo particolarmente fortunato.

## Storia
Il programma era legato alla stretta attualità del periodo, realizzando anche importanti servizi e interviste a livello internazionale. Il conduttore Andrea M. Michelozzi intervistò infatti, tra gli altri, il cancelliere tedesco Helmut Kohl e i candidati alle presidenziali negli Stati Uniti del 1988 Michael Dukakis e George Bush; furono inoltre realizzati dei servizi sul Fine Art Museum e sul nascente museo del computer e delle inchieste sui disastri ecologici in Alaska e Amazzonia.
Erano presenti alcuni momenti di spettacolo musicale da parte di Art Blakey e Sarah Vaughan.